# Horváth József (főtanító)
Horváth József (Lók, 1849. november 5. (keresztelés) – Kőszeg, 1916. május 20.) főtanító.

## Életútja
Horváth József és Stuppacher Leopoldina szegény földmívelő szülők gyermeke. 1859-ben Dévénybe került, ahol Krony Ferenc plébános magához vette a fiút és nevelte. A pozsonyi alsó-reáliskolát 1865-ben végezte és a nagyszombati tanítóképzőbe vették fel, ahol 1867-ben magyar, német és szlovák tannyelvű iskolákra főelemi tanítói képesítést nyert. Tanított Dévényben, Vajkán, Zavaron és 1870-ben a pozsonyi virágvölgyi római katolikus népiskolához választatott meg. Ezután azóta a többi városrészek iskoláinál, végül 1882-től a Szent Mártonról címzett róm katolikus elemi iskolánál volt alkalmazva mint főtanító. Hivatalos óráin kívül vészt vett a magyar ingyenes tanításokban is; a pozsonyi iparostanonc-iskolában is tanított. A pozsonyvárosi katolikus aut. hitközség képviselője, a római katolikus iskolaszék tagja sat. Zenei munkálkodása is fölemlítendő, nevezetesen In honorem St. Josephi c. miséje és király himnusza. Felesége Glózer Gizella volt.
Cikkeket írt leginkább a pozsonyi lapokba és más szakközlönybe (nevezetesebbek: Die relig. Übungen der Schuljugend, A Darvinismus ellen. A pálinkaivás ellen, A rózsaünnepélyesség.)

## Munkái
- Deutsch-ung. Schreib-Lese Fibel für katholische Volksschulen. Pressburg, 1878. (2. jav. kiadás. Pressburg, 1888.)
- Kis tót, magyar és német szótár, egyszersmind a legegyszerűbb s minden szabály nélküli bevezetés a tót, magyar vagy német beszédbe. Pressburg, (1880., 2. átdolg. és bőv. kiadás. Pressburg, 1887.)
- Ima- és énekkönyv a kath. ifjúság számára. Pressburg, 1894. (Veszely Ferenczczel együtt. magyar és német szöveggel.)